# Agathomyia tephrea
Agathomyia tephrea är en tvåvingeart som beskrevs av Shatalkin 1980. Agathomyia tephrea ingår i släktet Agathomyia och familjen svampflugor. Inga underarter finns listade i Catalogue of Life.